# Kênh Dương Văn Dương
Kênh Dương Văn Dương là con kênh lớn nhất chảy qua địa bàn huyện Tân Thạnh, tỉnh Long An. Dòng kênh được đặt tên anh hùng, liệt sĩ Dương Văn Dương (trước đó, dòng kênh dài gần xuyên suốt vùng Đồng Tháp Mười có tên là kênh La Grandière; sau khi ông Dương Văn Dương hy sinh tại Bến Tre, Chủ tịch Hồ Chí Minh đã truy phong ông hàm thiếu tướng và lấy tên ông đặt cho con kênh này là kênh Dương Văn Dương).
Kênh Dương Văn Dương chạy song song với kênh Nguyễn Văn Tiếp (trước là kênh Cậu Mười Hai).
Kênh nối liền với các Kênh Đông Điền, Kênh Nguyễn Văn Tiếp ở Đồng Tháp và Kênh Bắc Đông ở huyện Thạnh Hoá. Dẫn nước ngọt từ sông Tiền về phục vụ cho sinh hoạt và sản xuất của huyện.
Từ con kênh này, nước có thể tỏa đi khắp các nơi trong huyện, thông qua hệ thống các con rạch chằng chịt, liên thông nhau. Đây cũng là tuyến giao thông thủy quan trọng nhất của huyện, song song với đường tỉnh 837. Thông qua hệ thống kênh Đông Điền-Dương Văn Dương-Bắc Đông, thuyền bè có thể qua lại từ sông Tiền đến sông Vàm Cỏ Tây rất thuận lợi.
Kênh Nguyễn Văn Tiếp cắt ngang Đồng Tháp Mười, nối liền sông Vàm Cỏ Tây với sông Tiền. Kênh Dương Văn Dương ngắn hơn, chạy tới Gãy Cờ Đen thì giao thủy với kênh Tháp Mười rồi ăn thông với Nguyễn Văn Tiếp. Kênh Dương Văn Dương qua huyện Tân Thạnh (Long An) đưa nước ngọt sông Tiền nối thông sông Vàm Cỏ Tây. Huyện Tân Thạnh được hưởng lợi nguồn nước ngọt sông Tiền qua kênh trục chính Dương Văn Dương, hệ thống kênh cấp một, cấp hai và kênh mương thủy lợi nội đồng.